# Villanueva de los Castillejos (kommunhuvudort)
Villanueva de los Castillejos är en kommunhuvudort i Spanien.   Den ligger i provinsen Provincia de Huelva och regionen Andalusien, i den sydvästra delen av landet, 500 km sydväst om huvudstaden Madrid. Villanueva de los Castillejos ligger 210 meter över havet och antalet invånare är 827.
Terrängen runt Villanueva de los Castillejos är platt. Runt Villanueva de los Castillejos är det glesbefolkat, med 9 invånare per kvadratkilometer. Närmaste större samhälle är Puebla de Guzmán, 13,3 km norr om Villanueva de los Castillejos. Omgivningarna runt Villanueva de los Castillejos är i huvudsak ett öppet busklandskap.